# دیوید گرانده
دیوید گرانده (انگلیسی: David Grande؛ زادهٔ ۸ فوریهٔ ۱۹۹۱) بازیکن فوتبال است.